# Caro Michele
Pour plus de détails, voir Fiche technique et Distribution.
Caro Michele est un film italien réalisé par Mario Monicelli, sorti en 1976.

## Fiche technique
- Titre français : Caro Michele
- Réalisation : Mario Monicelli, assisté de Carlo Vanzina
- Scénario : Suso Cecchi D'Amico et Tonino Guerra d'après le roman de Natalia Ginzburg
- Photographie : Tonino Delli Colli
- Montage : Ruggero Mastroianni
- Musique : Nino Rota
- Costumes : Gitt Magrini
- Production : Gianni Hecht Lucari
- Pays de production : Italie
- Format : Couleurs - Mono
- Genre : comédie dramatique
- Date de sortie : 1976

## Distribution
- Mariangela Melato : Mara Castorelli
- Delphine Seyrig : Adriana Vivanti
- Aurore Clément : Angelica Vivanti
- Lou Castel : Osvaldo
- Fabio Carpi : Fabio Colarosa
- Marcella Michelangeli : Viola Vivanti
- Alfonso Gatto : Vivanti padre
- Eriprando Visconti : Filippo